# ナイトスター
ナイトスター（英: Nightstar）は、DCコミックスの出版するアメリカン・コミックスに登場する架空のスーパーヒロイン。マーク・ウェイドとアレックス・ロスによって創造され、1996年の『キングダム・カム』で初登場した。ディック・グレイソンとスターファイヤーの娘。

## 人物
本名：マリ・グレイソン (Mar'i Grayson)
ナイトスターは父ディック・グレイソンと母スターファイヤーの間に生まれた。バットマンことブルース・ウェインは祖父にあたる。
新世代のヒーローの1人として活動していたが、ヒーローともヴィランとも言えるような街を蹂躙する戦い方をしていた。スーパーマンが新世代のヒーローたちを指導するためチームへの参加を呼びかけ、その言葉に感銘を受けるが、後にグリーンアローに誘われバットマンが率いる「アウトサイダーズ」へ参加する。

## 書籍情報
| タイトル     | 刊行日    | ISBN           |
| ------------ | --------- | -------------- |
| The Kingdom  | 2000年1月 | 978-1563895678 |
| Kingdom Come | 2008年9月 | 978-1401220341 |